# St. Petersburg WCT 1975
Il St. Petersburg WCT 1975 è stato un torneo di tennis giocato sul cemento. È stata la 2ª edizione del torneo che fa parte del World Championship Tennis 1975. Si è giocato a St. Petersburg negli Stati Uniti dal 3 al 9 febbraio 1975.

## Campioni

### Singolare maschile
Raúl Ramírez ha battuto in finale  Roscoe Tanner con il punteggio di 6–0, 1–6, 6–2

### Doppio maschile
Brian Gottfried /  Raúl Ramírez hanno battuto in finale  Charlie Pasarell /  Roscoe Tanner con il punteggio di 6–4, 6–4